# Concours international de journalisme photo Andreï Stenine
Vous pouvez aider à l'améliorer ou bien discuter des problèmes sur sa page de discussion.
- Il semble être autobiographique ou autocentré et avoir fait l'objet de modifications substantielles, soit par le principal intéressé, soit par une personne en lien étroit avec le sujet. Il peut être nécessaire de l'améliorer pour respecter le principe de neutralité de point de vue. (Marqué depuis mai 2023)

Vous pouvez aider à l'améliorer ou bien discuter des problèmes sur sa page de discussion.
- Il ne cite pas suffisamment ses sources. Vous pouvez indiquer les passages à sourcer avec {{référence nécessaire}} ou {{Référence souhaitée}}, et inclure les références utiles en les liant aux notes de bas de page. (Marqué depuis mai 2023)
- Sa typographie ne respecte pas les conventions de Wikipédia. Vous pouvez solliciter de l’aide de l’Atelier typographique. (Marqué depuis mai 2023)
- Il est orphelin : moins de trois articles lui sont liés. Aidez à ajouter des liens en plaçant le code [[Concours international de journalisme photo Andreï Stenine]] dans les articles relatifs au sujet. (Marqué depuis février 2018)
- Il est à actualiser. Certains passages sont obsolètes ou annoncent des événements désormais passés. (Marqué depuis mai 2023)

- Archive Wikiwix
- Bing
- Cairn
- DuckDuckGo
- E. Universalis
- Gallica
- Google
- G. Books
- G. News
- G. Scholar
- Persée
- Qwant
- (zh) Baidu
- (ru) Yandex
- (wd) trouver des œuvres sur Wikidata

Le Concours international de journalisme photo Andreï Stenine est un concours annuel pour jeunes reporters âgés de 18 à 33 ans inclus. Il a été instauré le 22 décembre 2014 par l'Agence d'information internationale Rossiya Segodnya sous l'égide de la Commission russe pour l'Unesco. Le concours a été nommé en hommage à Andreï Stenine.
L'objectif du concours est de soutenir les jeunes photographes à travers le monde et d'attirer l'attention du public sur les problèmes du photojournalisme contemporain.  
En 2017, près de 5 000 photos ont été envoyées pour ce concours se déroulant pour la troisième année consécutive à partir d'un nombre record de 76 pays. La tournée créative des photos des vainqueurs à travers le monde fait déjà partie intégrante du concours. En 2015 et en 2016 l'exposition des vainqueurs du concours Stenine a été présentée au Cap, à Istanbul, à Tel-Aviv, au Caire, à Berlin, à Shanghai, à Budapest, à Rome et dans d'autres villes. Le concours Stenine ne fait pas seulement découvrir de nouveaux noms du monde de la photo aux spectateurs de différents pays, il permet également aux meilleurs journalistes photo du monde d'acquérir un nouveau public et un retour de sa part. L'actualité du concours est suivie et ses expositions sont attendues. La tournée d'exposition de 2017 incluait Athènes, Madrid, Istanbul, Shanghai, Varsovie, Mexico, Johannesburg, Le Cap, Beyrouth et Budapest.
Les requêtes sont acceptées chaque année à partir du 22 décembre, jour anniversaire d'Andreï Stenine.

## Les principaux critères et nominations
Au concours sont admis les reporters photos âgés entre 18 et 33 ans. Dans chaque nomination sont choisis les vainqueurs pour les 1re, 2e et 3e places pour une photo unique et pour les 1re, 2e et 3e places pour une série de photos. De plus, certains travaux peuvent obtenir des mentions spéciales du jury. L'un des participants de la short list reçoit le Grand prix du concours. Le détenteur du Grand prix est annoncé pendant la cérémonie officielle de remise des prix aux vainqueurs. En 2018, les principales nominations annoncées sont :

### Actualités
Le thème principal des photos dans cette nomination porte sur les événements importants dans la vie des individus à part et des pays dans l'ensemble: les principaux événements politiques et sociaux ; les sujets des zones d'activités militaires et des lieux de catastrophes naturelles ; les instants décisifs dans la vie des gens.

### Sport
Dans cette nomination participent les photos immortalisant les instants de vie sportive: les ascensions victorieuses des sportifs et le dramatisme des défaites sportives; les entraînements sportifs quotidiens; la beauté des compétitions sportives.

### Ma planète
Cette nomination est ouverte aux photos qui reflètent toute la palette multicolore des thèmes et des images de tous les continents du monde. L'objectif de l'auteur consiste à montrer le kaléidoscope vitale quotidien dans son harmonie et beauté intemporelle en unissant les sujets de la vie quotidienne des hommes; le rythme des mégapoles et des villes provinciales; la nature; les fêtes ethnographiques et religieuses.

### Portrait. Héros de notre époque
Les critères de cette nomination sont des portraits individuels et de groupes d'individus. Les photos peuvent être documentaires ou mises en scène. Le point crucial dans cette nomination est la capacité de l'auteur de dévoiler le monde intérieur de ses héros, d'exprimer leurs qualités spirituelles et leur caractère à travers l'originalité de l'apparence et de l'image en général.

## Le jury
Le jury du concours est constitué de photographes mondialement reconnus et connus pour leur aptitude de voir le monde différemment. 

### Composition du jury en 2015
- Andreï Polikanov, directeur du service photo au magazine Rousski reporter;
- Grigory Dukor, rédacteur en chef photo à l'agence Reuters en Russie et dans les pays de la CEI;
- Natalia Oudartseva, Journaliste russe, rédactrice photo, membre de l'Organisation internationales des journalistes et de l'Union russe de la photographie d'art;
- Vladimir Viatkine, photographe russe, académicien de la Guilde international des photographes de médias, sextuple lauréat et trois fois membre du jury international World Press Photo;
- Attila Durak, photographe turc, cofondateur et superviseur du festival Fotoİstanbul;
- Timothy Fadek, journaliste photo américain;
- Jason Eskenazi, photographe américain.

### Composition du jury en 2016
- Ruth Eichhorn, rédactrice photo du magazine GEO (Allemagne);
- Denis Paquin, directeur adjoint du service photo de l'agence Associated Press (USA);
- Zheng Wei, directeur adjoint du département de l'information photo à l'agence de presse Xinhua (Chine);
- Iouri Kozyrev, journaliste photo russe, multiple vainqueur de World Press Photo;
- Irina Tchmyreva, spécialiste d'art russe, directrice de l'Institut de la théorie et de l'histoire de l'art à l'Académie russe des beaux-arts (Russie);
- Ksenia Nikolskaïa, photographe russe, membre de l'Union des peintres de Russie (Russie);
- Aldo Mendichi, photographe italien, organisateurs de cours et de séminaires de formation;
- Valeri Melnikov, correspondant photo spécial de Rossiya Segodnya, multiple lauréat de concours internationaux.

### Composition du jury en 2017
- Andreas Trampe, directeur photo du magazine Stern (Allemagne);
- Ian Landsberg, rédacteur photo du groupe médiatique Independent Media (Afrique du Sud);
- Arianna Rinaldo, directrice artistique du festival international Cortona On The Move (Italie);
- Natalia Grigorieva-Litvinskaïa, superviseuse principale et fondatrice du Centre photo des frères Lumière (Russie);
- Vladimir Pesnia, correspondant photo de Rossiya Segodnya, lauréat du concours photo prestigieux World Press Photo (Russie);
- Chen Qiwei, président du quotidien Xinmin Evening News et directeur des journaux et des médias en ligne du Groupe médiatique unifié de Shanghai (Chine);
- Varvara Gladkaïa, rédactrice photo, enseignante de photo à l'Ecole des arts visuels (Russie).

### Composition du jury en 2018
- Anna Sekria, fondatrice et directrice de l'agence photo russe indépendante SALT IMAGES (Russie);
- Mladen Antonov, correspondant spécial de l'AFP à Moscou (France);
- Jorge Arciga Avila, directeur adjoint du service photo de l'agence de presse Notimex (Mexique);
- Pavel Kassine, directeur du service photo la maison d'édition Kommersant (Russie);
- Ahmet Sel, photographe et directeur du service d'actualités photo et vidéo à l'agence de presse Anadolu   (Turquie).

## Les vainqueurs
Le Grand prix du concours a été remporté en 2015 par Elena Anossova (Russie) pour la série de photos "Séparation" sur les femmes en prison[réf. souhaitée]. 
Le Grand prix du concours de 2016 a été remporté par Danilo Garcia Di Meo (Italie) pour la série de photos sur une jeune femme paralysée (Leticia. L'histoire d'une vie invisible")[réf. souhaitée]. 
Le Grand prix du concours de 2017 a été attribué à Alejandro Martinez Velez (Espagne) pour la série de photos "Les réfugiés à Belgrade"[réf. souhaitée].

## Informations intéressantes
La gagnante du Grand prix du concours en 2015 Elena Anossova a remporté en 2017 le plus célèbre concours du journalisme photo du monde World Press Photo.
Le lauréat d'or des concours 2015-2017 dans la nomination "Sport" Alexeï Filippov a remporté le concours international de photos d'actualité et sportives Istanbul Photo Awards[réf. souhaitée].
Le Grand prix du concours de 2016 a été remporté par le photographe italien Danilo Garcia Di Meo pour la série de photos sur une jeune femme paralysée Leticia[réf. souhaitée].
Le vainqueur de 2016 dans la nomination "Sport" Vladimir Astapkovitch a remporté la première place dans le concours annuel international International Photography Awards (IPA).